# 共立航空撮影
共立航空撮影株式会社（きょうりつこうくうさつえい）は、東京都三鷹市に本社を置く航空測量を専門とする航空会社。

## 概要
航空測量を専門とする航空会社としては国内最大手であり、都市計画・固定資産評価・道路管理・水道管理等の基礎となる航空写真を撮影している。海外業務においてもインドネシアをはじめとしてギニアやネパール、モンゴルなど15か国の測量を実施した経験を持つ。また、国土地理院の航空測量用航空機「くにかぜⅢ」の管理・運用を受託しており、官公庁における被災状況の把握や復興計画の基礎となる地理空間情報の取得に関する役割を担っている。また、2019年7月からは国土地理院による「航空重力測量実施のための航空機運航関連業務」を受託しており、2022年までに日本の重力を航空機によって測定することとなっている。

## 沿革
- 1972年（昭和47年）
  - 2月 - 国際航業・パシフィック航業（現・パスコ）・ 八州測量（現・八州）・大洋航空株式会社・東北測量株式会社の5社が共同出資[3][4]し、前3社の各運航部門をそれぞれ分離のうえ統合し、協業の航空写真撮影専門会社として設立。
  - 4月 - 関東運航所（調布空港）・関西運航所（八尾空港） 開設。
  - 9月 - 航空機使用事業認可。
- 1974年（昭和49年）7月 - 東北運航所（仙台空港） 開設。
- 1978年（昭和53年）4月 - 九州運航所（熊本空港） 開設。
- 1979年（昭和54年）6月 - 札幌営業所（札幌空港） 開設。
- 1986年（昭和61年）4月 - 東日本航空（現・東日本総合計画）の運航部を分離し編入。
- 1993年（平成5年）4月 - 名古屋営業所（名古屋空港） 開設。
- 1998年（平成10年）2月 - 松山出張所（松山空港） 開設。
- 2001年（平成13年）
  - 10月 - 本社屋・格納庫を調布空港内に竣工。
  - 11月 - 本社・関東運航所を調布空港内本社屋に統合。
- 2002年（平成14年）5月 - 福岡営業所（福岡市） 開設。
- 2003年（平成15年）
  - 9月 - 測量業者登録。
  - 10月 - 広島営業所（広島西空港）および北九州営業所（北九州空港）開設。
  - 11月 - 株式会社フォトテクノを100%子会社化。
- 2004年（平成16年）
  - 10月 - 東北運航所を仙台営業所、九州運航所を熊本営業所に改称。
  - 12月 - 松山営業所を廃止し、広島営業所へ統合。
- 2006年（平成18年）5月 - 名古屋営業所社屋・格納庫を名古屋空港内に竣工。
- 2007年（平成19年）12月 - 北九州営業所社屋・格納庫を北九州空港内に竣工。
- 2008年（平成20年）
  - 3月 - 熊本営業所を廃止し、北九州営業所に統合。
  - 9月 - 測量業者登録更新。
- 2010年（平成22年）
  - 4月 - 関東事業所を統括本部へ改称。福岡営業所を廃止し、北九州営業所へ統合。
  - 6月 - 国土地理院測量用航空機「くにかぜⅢ」を受託。運航開始。
- 2011年（平成23年）3月 - 東日本大震災にて仙台営業所が被災。
- 2012年（平成24年）
  - 2月 - デジタルカメラ（UltraCam D）を導入。
  - 4月 - 仙台営業所を空港施設株式会社が所有する第一格納庫に移転。
  - 11月 - 広島西飛行場のヘリポート化に伴い、広島営業所閉鎖
- 2013年（平成25年）6月 - IBACより日本で二社目となる国際規格IS-BAO認証登録を取得。
- 2015年（平成27年）
  - 3月 - RC30（アナログカメラ）が役目を終える。
  - 12月 - 関西事業所社屋・格納庫を八尾空港内に竣工。
- 2017年（平成29年）
  - 5月 - 札幌営業所移転（丘珠空港ビル3F）。
  - 10月 - 経済産業省 航空機修理事業許可取得（東京・大阪）。
- 2019年（平成31年）4月 - 国土地理院「航空重力測量実施のための航空機運航関連業務」受託。

## 使用航空機
運用中の航空機
- Cessna T206H Turbo Stationair 5機
- Textron Aviation T206H 2機
- Cessna TU206G Turbo Stationair6 5機
- Cessna 208 Caravan 10機（くにかぜⅢを含む）
- Cessna 208B Grand Caravan 3機

かつて使用した航空機
- パイパーPA-32 チェロキー6
- エアロコマンダー680E
- エアロコマンダー680F
- エアロコマンダー680FL
- エアロコマンダー685
- ビーチクラフトH18
- ビーチクラフトB50
- ビーチクラフトC50
- ビーチクラフト65-80クイーンエア
- セスナT207

## 使用機材

### 一眼レフカメラ
- Canon EOS-5DmkⅣ
- Canon EOS-5DmkⅡ
- Nikon D800
- Nikon D600

### 業務用デジタルビデオカメラ
- Canon XA20

### 航空機搭載用カメラ
- UltraCam Falcon Prime
- UltraCam Eagle Mark 3

## 実績

### 国内
- 国土交通省、国土地理院、林野庁及び地方公共団体等の航空測量写真撮影

### 海外
- インドネシア : 1972年5月 - 1976年8月
- パプアニューギニア : 1976年9月 - 1976年11月
- ナイジュリア : 1976年9月 - 1980年3月
- サウジアラビア : 1977年2月 - 1977年7月
- フィジー : 1977年7月 - 1977年8月
- セネガル : 1978年2月 - 1978年3月
- ギニア : 1978年10月 - 1979年3月
- リビア : 1979年9月 - 1979年11月
- マレーシア : 1983年10月 - 1979年11月
- ネパール : 1986年12月
- ネパール : 1988年1月
- モロッコ : 1993年1月
- モンゴル : 1993年6月 - 1993年7月
- マレーシア : 2003年1月 - 2003年2月
- タイ王国 : 2004年12月
- モンテネグロ : 2007年4月 - 2007年6月
- インドネシア : 2011年4月 - 2011年8月

## 関係会社等
- 国際航業
- パスコ
- 八州
- 東日本総合計画株式会社